# Plesthenus gelon
Plesthenus gelon is een keversoort uit de familie Passalidae. De wetenschappelijke naam van de soort is voor het eerst geldig gepubliceerd in 1885 door Schaufuss.